# 대구북부경찰서
대구북부경찰서(大邱北部警察署, Daegu Bukbu Police Station)는 대구광역시경찰청이 관할하는 경찰서 중 하나이다. 대구광역시 북구 지역 중 대구강북경찰서 관할의 강북 지역을 제외한 북구 일원을 관할한다. 대구광역시 북구 원대로 100에 위치하고 있다.
서장은 총경으로 보한다.

## 기본 정보
- 주소: 대구광역시 북구 원대로 100

## 연혁
- 1959년 12월 26일 개서
- 1973년 7월 14일 경상북도 경찰국 북부경찰서로 개칭
- 1981년 7월 10일 대구직할시 경찰국 북부경찰서로 개칭
- 1995년 3월 1일 대구광역시지방경찰청 북부경찰서로 개칭

## 관할 지구대
| 명칭       | 사진 | 주소         | 관할구역 | 치안센터                                     |
| ---------- | ---- | ------------ | -------- | -------------------------------------------- |
| 고성지구대 |      | 침산로 34    |          | 칠성치안센터 침산치안센터                    |
| 노원지구대 |      | 오봉로 122   |          | 북침산치안센터 3공단치안센터 노원2가치안센터 |
| 복현지구대 |      | 경진로1길 50 |          | 검단치안센터 복현치안센터                    |
| 산격지구대 |      | 연암로 114   |          | 산격2동치안센터 산격3동치안센터              |

## 같이 보기
- 대구광역시지방경찰청